# Palais Mastelli del Cammello
Le palais Mastelli ou Mastelli del Cammello est un palais de Venise, dans le sestiere de Cannaregio (N.A.3381) en Italie, sur le Campo dei Mori et le rio Madonna dell'Orto.

## Historique
Cette propriété aurait anciennement appartenu à trois frères marchands (Rioba, Sandi et Afani), revenus du Péloponnèse à Venise en 1112, qui alors ont adopté le nom Mastelli. Ils sont associés traditionnellement aux 4 statues des trois maures et de leur serviteur sur le Campo dei Mori'. La construction initiale de ce palais remonte au XIIe siècle.

Détails photographiés par Paolo Monti, 1969
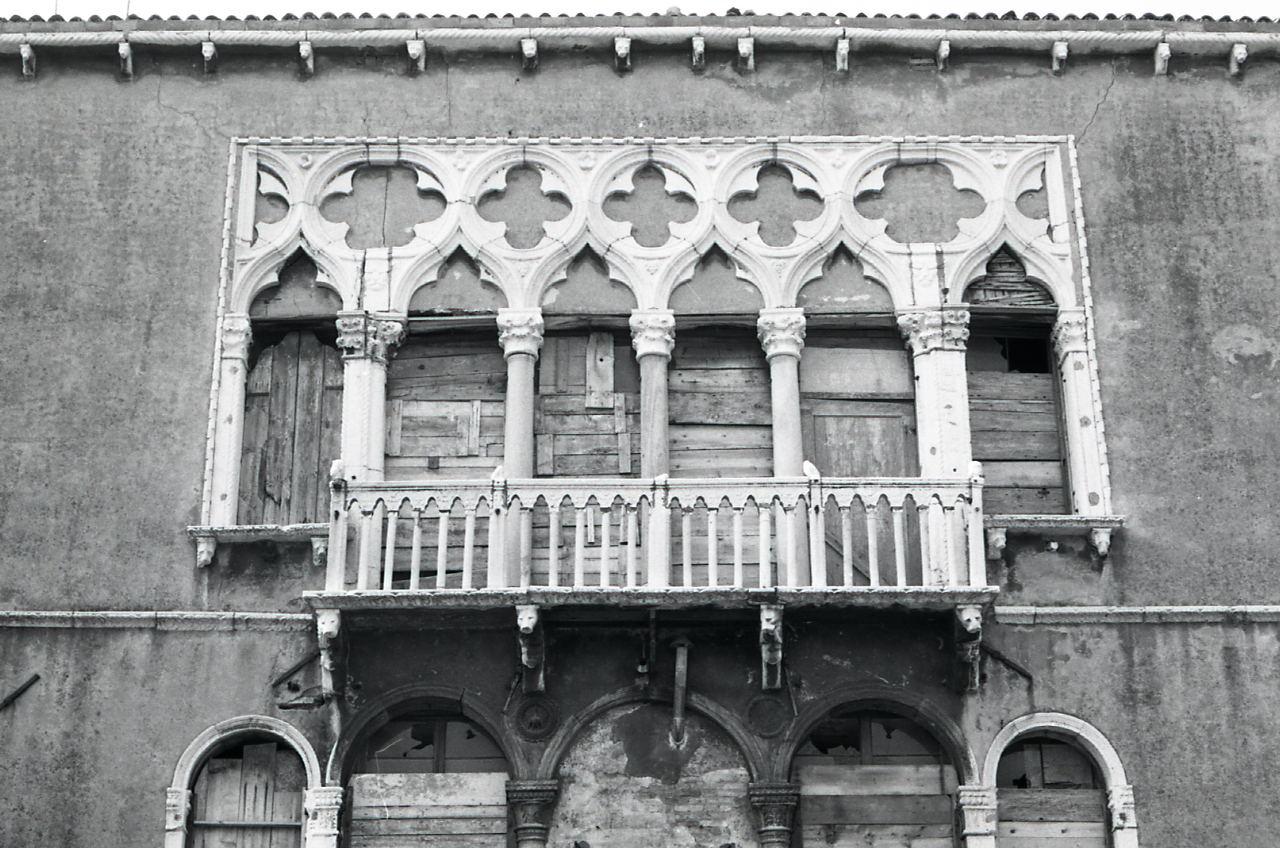
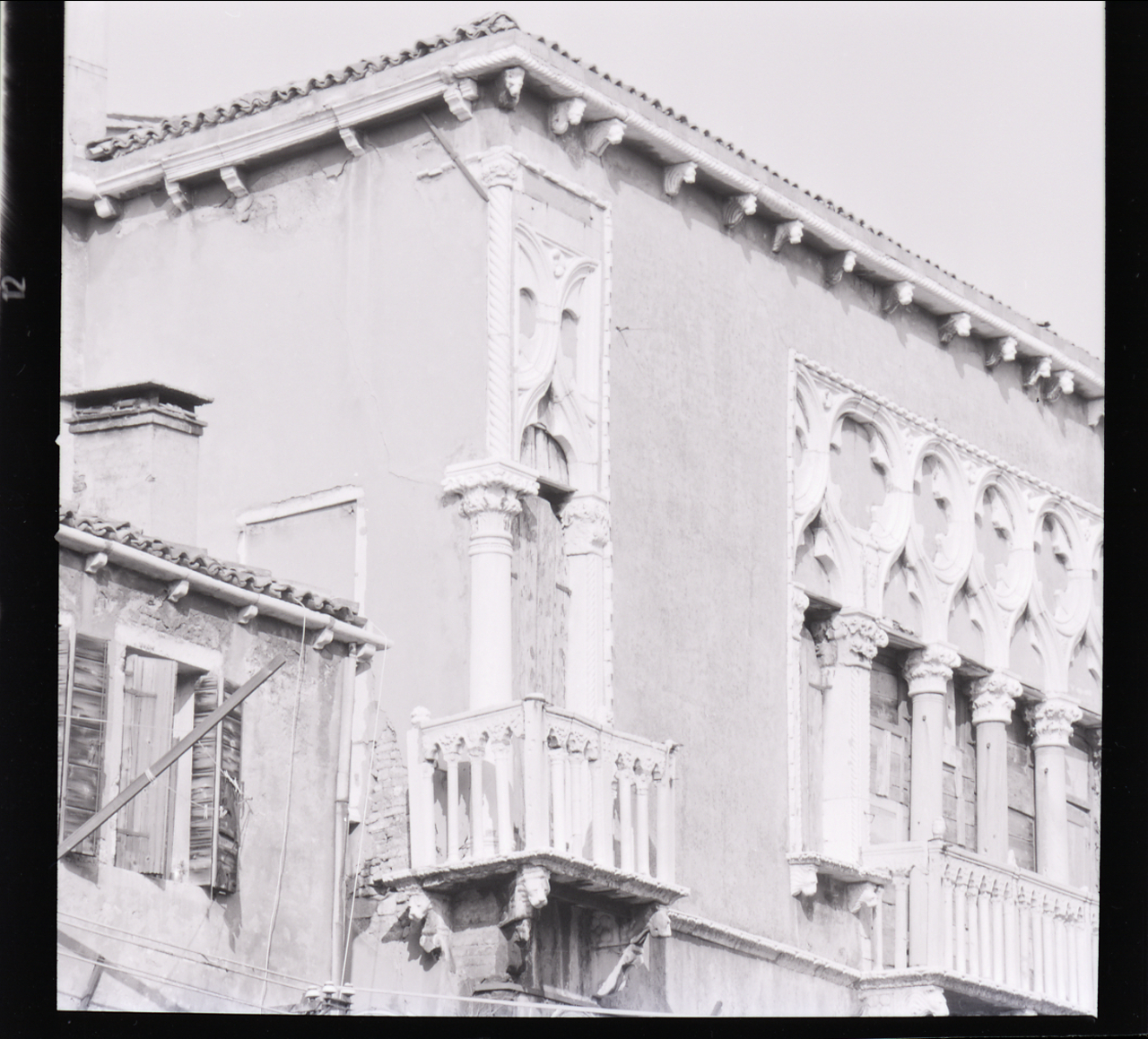
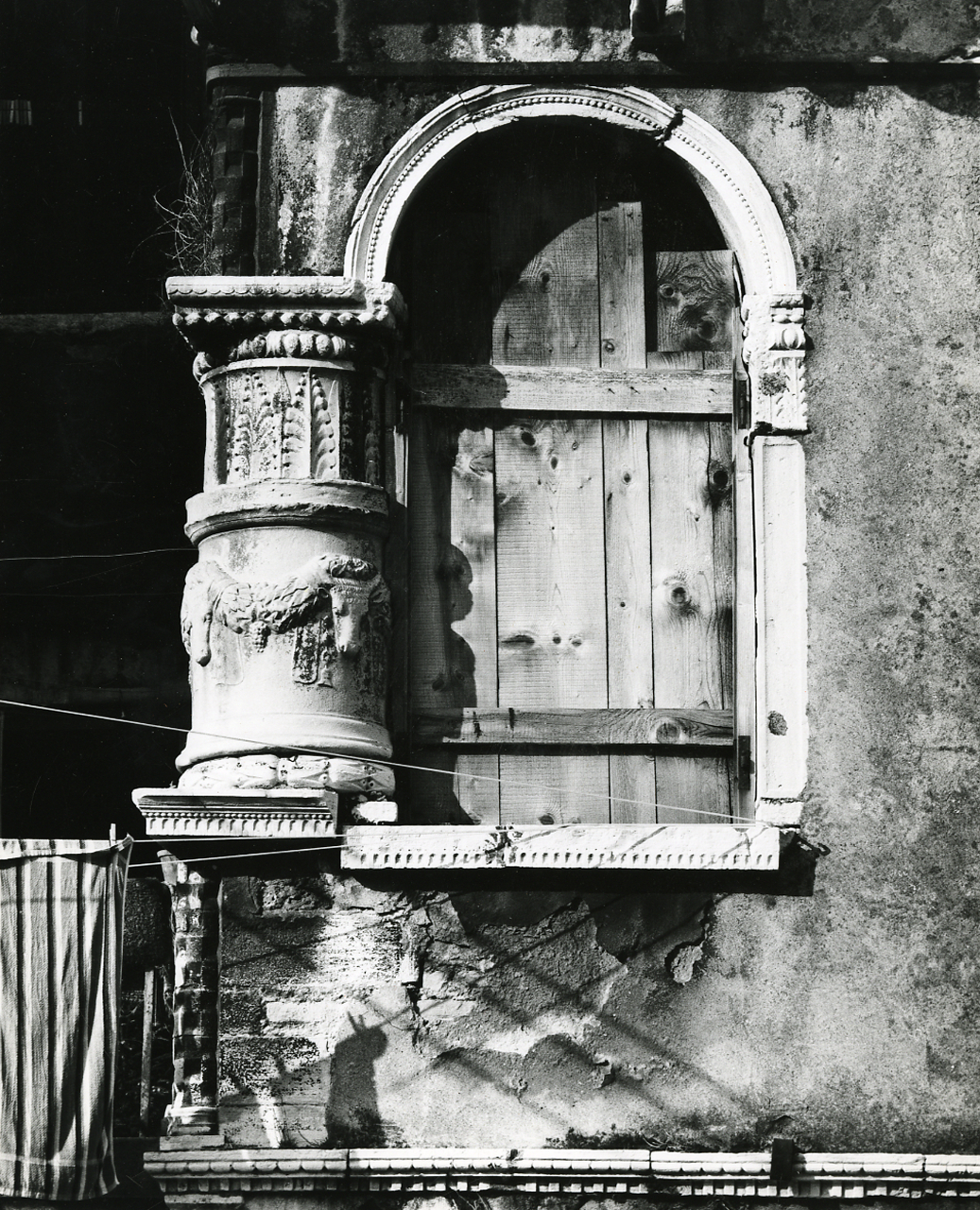

## Description
Sur la façade donnant sur le Rio de la Madona de l'Orto, on peut apercevoir un bas-relef représentant un chameau. C'est celui-ci qui donne son nom del cammello au palais. Tout en bas à droite, il y a une petite fontaine destinée aux passagers en barque

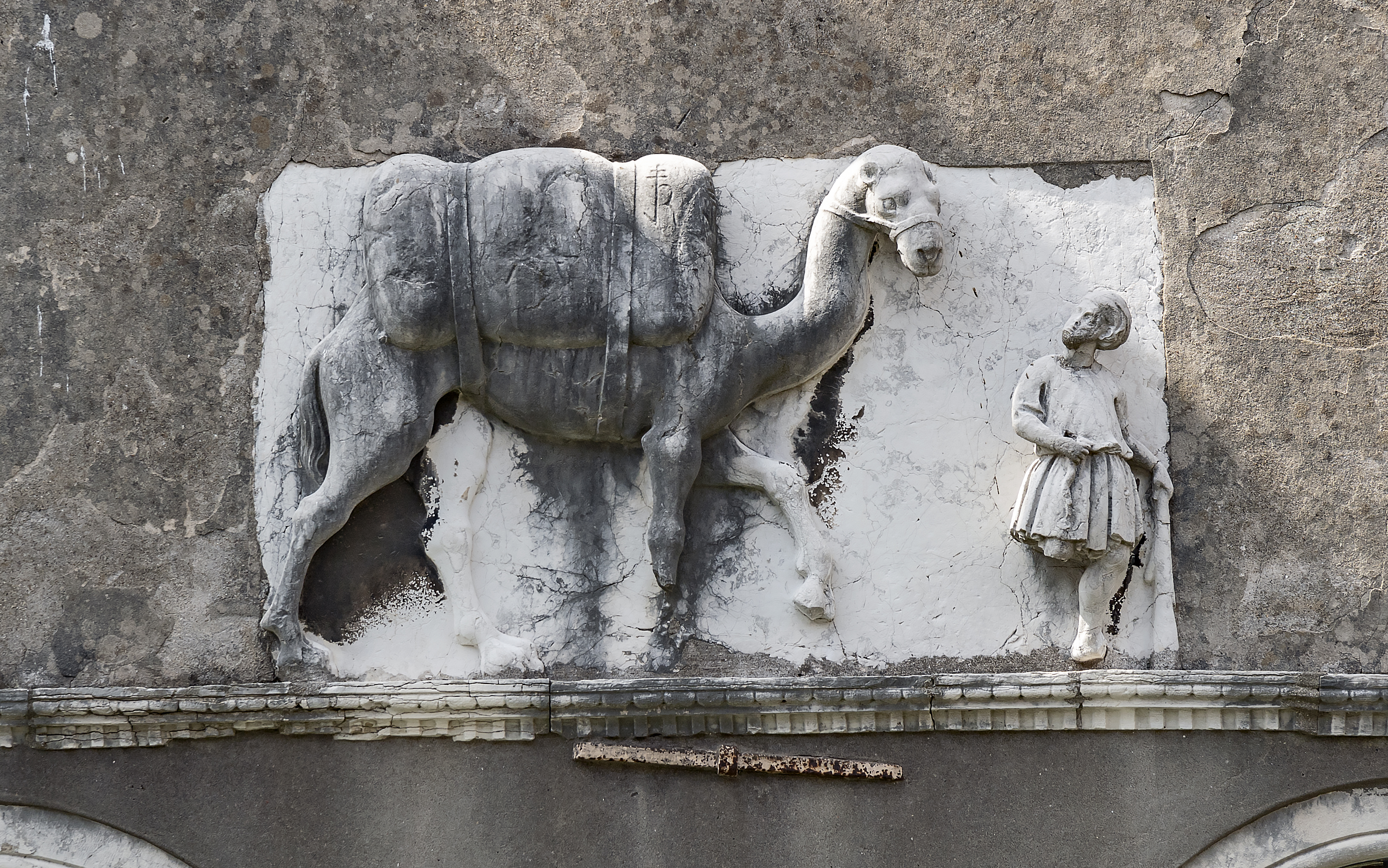
Il Cammello
Le maure à l'écharpe
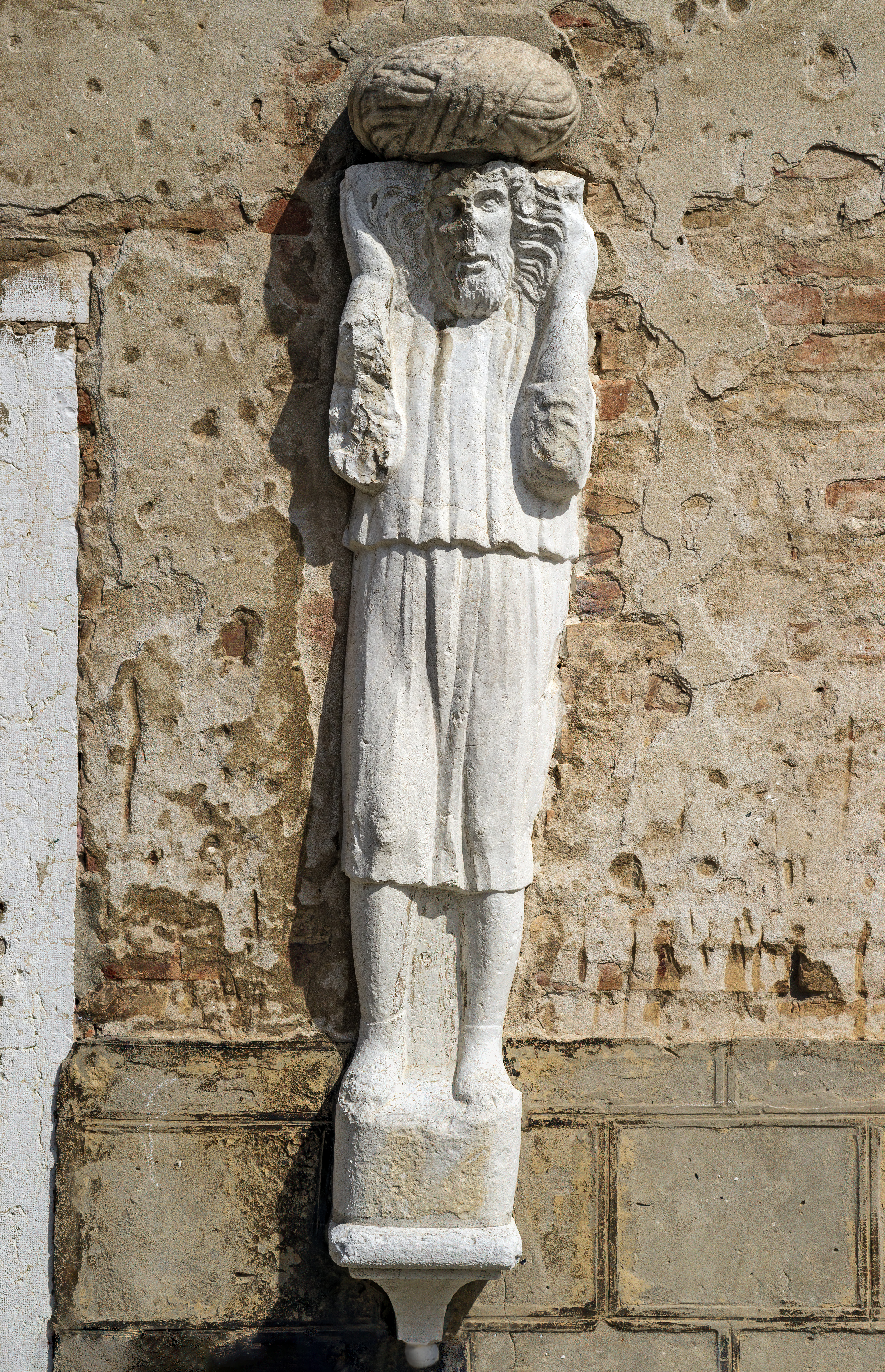
Le maure au cheveux longs
Rioba, reconnaissable à son nez en fer (ajout du XIXème)
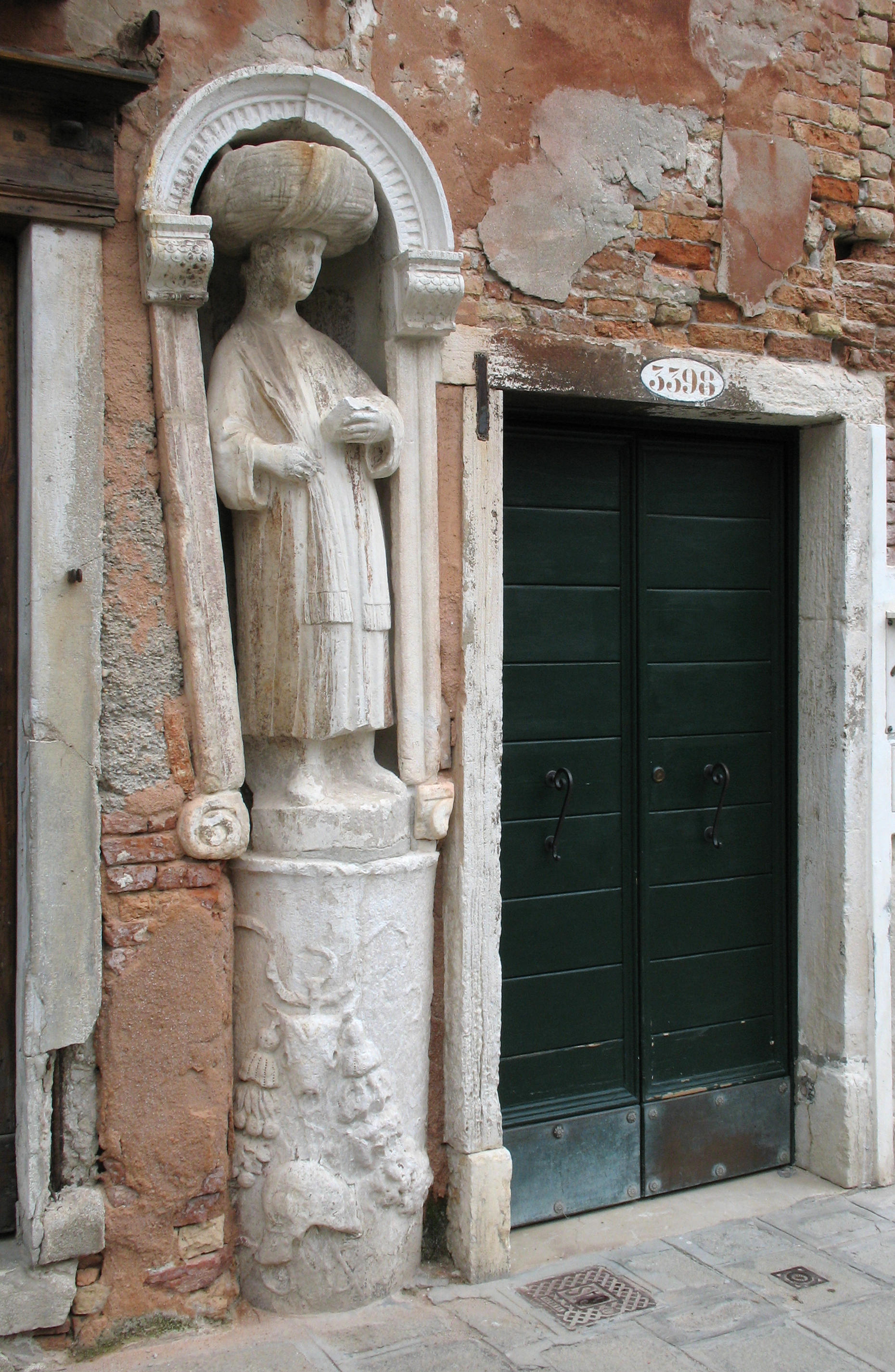
Le serviteur